# Hernanes
Hernanes (phát âm tiếng Bồ Đào Nha: [eʁˈnɐ̃niʃ], tên đầy đủ là Anderson Hernanes de Carvalho Viana Lima, sinh ngày 29 tháng 5 năm 1985) là một cầu thủ chuyên nghiệp người Brazil hiện đang chơi cho câu lạc bộ São Paulo ở vị trí tiền vệ tấn công.

## Thống kê sự nghiệp

### Câu lạc bộ
Tính đến 21 tháng 11 năm 2015
| Câu lạc bộ          | Mùa giải            | Giải đấu    | Giải đấu    | Cúp quốc gia   | Cúp quốc gia   | Châu Âu  | Châu Âu  | Châu lục khác  | Châu lục khác  | Khác              | Khác              | Tổng cộng | Tổng cộng |
| Câu lạc bộ          | Mùa giải            | Trận        | Bàn         | Trận           | Bàn            | Trận     | Bàn      | Trận           | Bàn            | Trận              | Bàn               | Trận      | Bàn       |
| Brasil              | Brasil              | Brasileirão | Brasileirão | Copa do Brasil | Copa do Brasil | Châu lục | Châu lục | Club World Cup | Club World Cup | Paulista          | Paulista          | Tổng cộng | Tổng cộng |
| ------------------- | ------------------- | ----------- | ----------- | -------------- | -------------- | -------- | -------- | -------------- | -------------- | ----------------- | ----------------- | --------- | --------- |
| São Paulo           | 2005                | 18          | 3           | 8              | 1              | 5        | 1        | –              | –              | 0                 | 0                 | 31        | 5         |
| São Paulo           | 2007                | 31          | 3           | 12             | 2              | 4        | 0        | –              | –              | 0                 | 0                 | 47        | 5         |
| São Paulo           | 2008                | 24          | 4           | 11             | 2              | 11       | 0        | –              | –              | 0                 | 0                 | 46        | 6         |
| São Paulo           | 2009                | 33          | 6           | 13             | 3              | 10       | 1        | –              | –              | 0                 | 0                 | 56        | 10        |
| São Paulo           | 2010                | 12          | 2           | 11             | 1              | 12       | 4        | –              | –              | 0                 | 0                 | 35        | 7         |
| São Paulo           | Tổng cộng           | 118         | 18          | 55             | 9              | 42       | 6        | –              | –              | 0                 | 0                 | 215       | 33        |
| Santo André (mượn)  | 2006                | 23          | 6           | 8              | 1              | –        | –        | –              | –              | 0                 | 0                 | 31        | 7         |
| Ý                   | Ý                   | Serie A     | Serie A     | Coppa Italia   | Coppa Italia   | Châu Âu  | Châu Âu  | Club World Cup | Club World Cup | Italian Super Cup | Italian Super Cup | Tổng cộng | Tổng cộng |
| Lazio               | 2010–11             | 36          | 11          | 1              | 1              | –        | –        | –              | –              | –                 | –                 | 37        | 12        |
| Lazio               | 2011–12             | 31          | 8           | 2              | 1              | 9        | 2        | –              | –              | –                 | –                 | 42        | 11        |
| Lazio               | 2012–13             | 34          | 11          | 5              | 2              | 14       | 1        | –              | –              | –                 | –                 | 53        | 14        |
| Lazio               | 2013–14             | 15          | 2           | 0              | 0              | 6        | 1        | –              | –              | 1                 | 0                 | 22        | 3         |
| Lazio               | Tổng cộng           | 116         | 32          | 8              | 4              | 29       | 4        | –              | –              | 1                 | 0                 | 154       | 40        |
| Inter               | 2013–14             | 14          | 2           | 0              | 0              | –        | –        | –              | –              | –                 | –                 | 14        | 2         |
| Inter               | 2014–15             | 26          | 5           | 1              | 0              | 9        | 0        | –              | –              | –                 | –                 | 36        | 5         |
| Inter               | Tổng cộng           | 40          | 7           | 1              | 0              | 9        | 0        | –              | –              | –                 | –                 | 50        | 7         |
| Juventus            | 2015–16             | 8           | 0           | 0              | 0              | 3        | 0        | —              | —              | 0                 | 0                 | 11        | 0         |
| Juventus            | Tổng cộng           | 8           | 0           | 0              | 0              | 3        | 0        | —              | —              | 0                 | 0                 | 11        | 0         |
| Tổng cộng sự nghiệp | Tổng cộng sự nghiệp | 305         | 63          | 72             | 14             | 83       | 10       | –              | –              | 1                 | 0                 | 461       | 87        |

### Đội tuyển quốc gia
Tính đến 21 tháng 6 năm 2015
| Brasil    | Brasil | Brasil | Brasil |
| Năm       | Trận   | Bàn    |        |
| --------- | ------ | ------ | ------ |
| 2008      | 1      | 0      |        |
| 2010      | 1      | 0      |        |
| 2011      | 5      | 1      |        |
| 2012      | 1      | 0      |        |
| 2013      | 15     | 1      |        |
| 2014      | 4      | 0      |        |
| Tổng cộng | 27     | 2      |        |

### Bàn thắng cho đội tuyển quốc gia
| #  | Ngày                 | Địa điểm                                                              | Đối thủ | Bàn thắng | Kết quả | Giải đấu |
| -- | -------------------- | --------------------------------------------------------------------- | ------- | --------- | ------- | -------- |
| 1. | 11 tháng 11 năm 2011 | Sân vận động Omnisport Président Omar Bongo Ondimba Libreville, Gabon | Gabon   | 2–0       | 2–0     | Giao hữu |
| 2. | 18 tháng 11 năm 2009 | Arena do Grêmio, Porto Alegre, Brasil                                 | Pháp    | 2–0       | 3–0     | Giao hữu |